# Дарвин (Австралия)
Вижте пояснителната страница за други значения на Дарвин.
Дарвин (на английски: Darwin, местно произношение най-близко до Дауин) е пристанищен град в Австралия, столица на федералната единица Северна територия на страната.
Разположен е в северозападната част на полуостров Арнъмланд в Тиморско море. Населението му е 127 532 жители (2010 г.), а общата му площ е 112,01 км².

## История
Основан е през 1872 г. Наименуван е на английския учен Чарлз Дарвин.
На 19 февруари 1942 година, по време на Втората световна война, градът е бомбардиран от авиацията на Япония, при което над половината от цивилното му население се изселва.

## Стопанство
Дарвин е промишлен център. Добиват се много медни и алуминиеви руди. Риболовът също е добре развит. Градът е с много добри търговски отношения с Индонезия, Сингапур и с аборигените

## Личности, родени в Дарвин
- Дани Миатке (1987), състезателка по плуване
- Джесика Маубой (1989), певица
- Франк Фарина (1964), футболист